# Azul (cráter)
Azul es un cráter de impacto del planeta Marte situado a -39.3° Norte y 268.5° Oeste (-42.1° Norte y 317.4° Este). La colisión causó una abertura de 19.7 kilómetros de diámetro en la superficie del cuadrángulo MC-26 del planeta. El nombre fue aprobado en 1976 por la Unión Astronómica Internacional en honor a la ciudad de Azul (Argentina).